# Fiona Fuchs
Fiona Fuchs (* 1. Februar 1997) ist eine deutsche Pornodarstellerin. Sie ist im Bereich Amateurpornografie tätig und gilt als eine der bekanntesten Darstellerinnen Deutschlands.

## Leben
Fuchs absolvierte in Köln ein duales Studium der Betriebswirtschaft mit Schwerpunkt auf Tourismus und „spanischer Sprach- und Kulturvertiefung“. Ihre Bachelorarbeit schrieb sie über „Digitalisierung in der Eventbranche“.
Im August 2018 begann sie als Erotikdarstellerin und Webcamgirl zu arbeiten, zuletzt bei mydirtyhobby. Nach eigener Aussage begann sie mit dem Drehen von Pornos, weil sie während ihres Studiums auf der Suche nach einem Job war, der finanziell lukrativ ist und dem man flexibel von zu Hause aus nachgehen kann.
2019 wurde sie mit dem Venus Award als Newcomer Shootingstar 2019 ausgezeichnet und war zudem in der ZDF-Dokumentation Milliardengeschäft Porno am 9. März 2019 zu sehen. Unter der Regie von Gerrit Starczewski spielte Fuchs die Hauptrolle im Musikvideo „Glanzshort“ – welcher auch in der Trash-Film-Klamotte „Glanz Gesocks und Gloria“ kurz angespielt wird.
Im Jahr 2020 war sie zudem in der Sendung Mask Off in der Folge „Wer arbeitet im Sex-Business?“ von Joyn präsent.